# 1953-as Giro d’Italia
Az 1953-as Giro d’Italia volt a 40. olasz kerékpáros körverseny. Május 12-én kezdődött és június 2-án ért véget. Végső győztes az olasz Fausto Coppi lett.

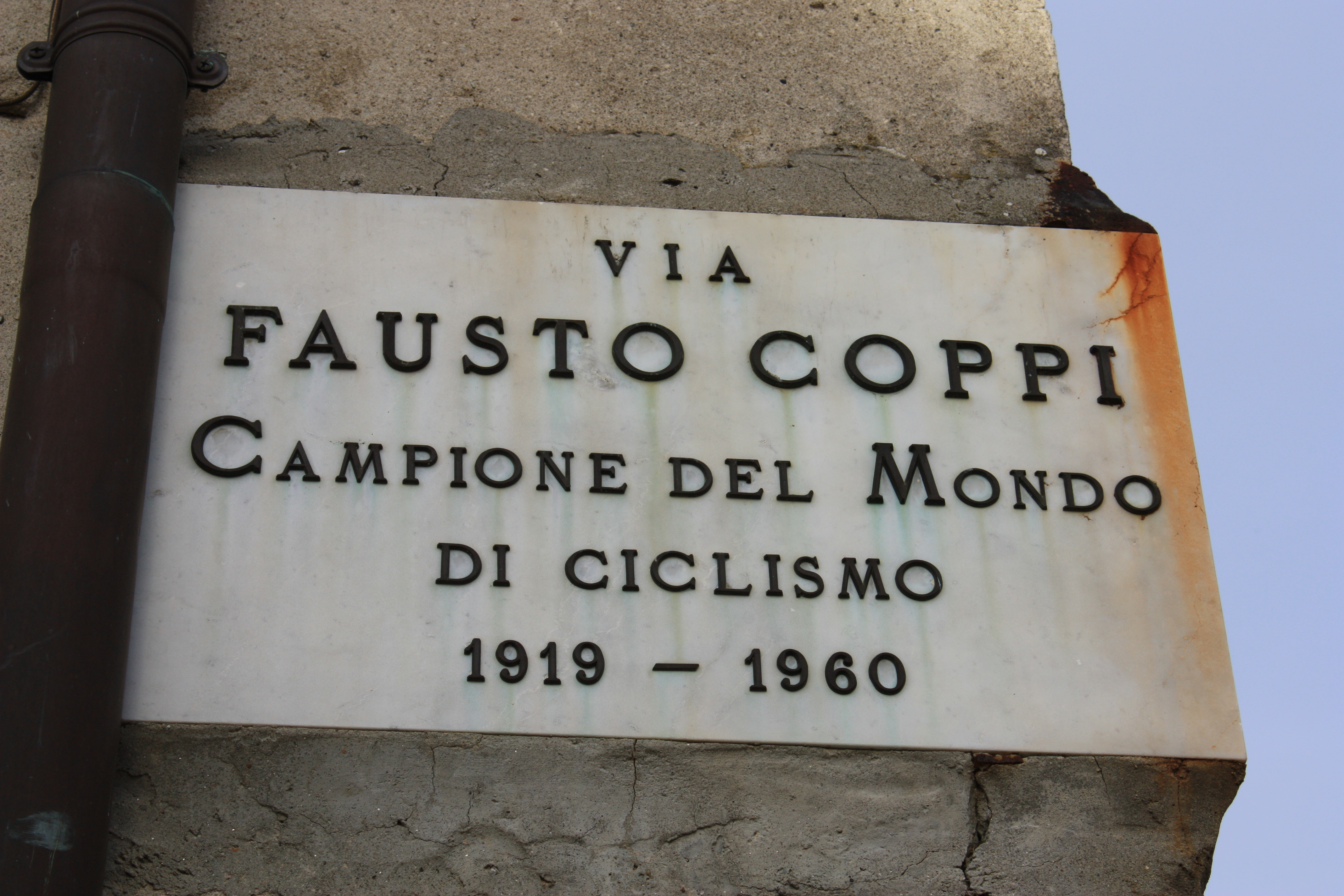
Fausto Coppi utca szülővárosában

## Végeredmény
|    | Versenyző         | Idő            |
| -- | ----------------- | -------------- |
| 1  | Fausto Coppi      | 118 óra 37' 26 |
| 2  | Hugo Koblet       | + 1' 29        |
| 3  | Pasquale Fornara  | + 6' 55        |
| 4  | Gino Bartali      | + 14' 08       |
| 5  | Angelo Conterno   | + 20' 51       |
| 6  | Constant Ockers   | + 24' 14       |
| 7  | Giovanni Roma     | + 24' 35       |
| 8  | Guido De Santi    | + 25' 06       |
| 9  | Fiorenzo Magni    | + 25' 39       |
| 10 | Vincenzo Rossello | + 26 21        |

## A rózsaszín trikó tulajdonosai
| Versenyző         | Ország      | Szakaszok              |
| ----------------- | ----------- | ---------------------- |
| Wim Van Est       | Hollandia   | 1.                     |
| Guido De Santi    | Olaszország | 2–3., 6.               |
| Pasquale Fornara  | Olaszország | 4–5.                   |
| Giovanni Corrieri | Olaszország | 7.                     |
| Hugo Koblet       | Svájc       | 8–19.                  |
| Fausto Coppi      | Olaszország | A 20. szakasztól végig |

## Egyéb trikók
- Zöld trikó: Pasquale Fornara (Olaszország)

## Fordítás
- Ez a szócikk részben vagy egészben  a(z)   1953 Giro d'Italia című angol Wikipédia-szócikk fordításán alapul.  Az eredeti cikk szerkesztőit annak laptörténete sorolja fel. Ez a jelzés csupán a megfogalmazás eredetét és a szerzői jogokat jelzi, nem szolgál a cikkben szereplő információk forrásmegjelöléseként.